# 787
787(칠백팔십칠)은 786보다 크고 788보다 작은 자연수다.

## 수학
- 138번째 소수(素數)다. 앞의 소수는 773, 다음 소수는 797이다.
  - 17번째 회문 소수다. 앞의 회문 소수는 757, 다음은 797이다.
- {\displaystyle 787=149+151+157+163+167}
  - 연속하는 소수(素數) 5개의 합으로 나타낼 수 있으며, 이 성질을 지닌 앞의 수는 759, 다음 수는 811이다.

## 과학
- NGC 787: 고래자리 방향에 있는 나선은하.

## 교통

### 항공
- 보잉 787 드림라이너: 보잉에서 개발한 쌍발 광동체기. 보잉의 항공기 중 처음으로 기체 대부분에 탄소복합 재료를 사용한 비행기다.

### 도로
- 787번 후쿠오카현도(일본어판)

## 군사
- 787 해군 항공대(영어판): 과거 존재한 영국의 해군 항공대.

## 문화유산
- 대한민국의 보물 제787호: 분청사기 철화어문 항아리

## 기타
- 연도: 787년, 기원전 787년